# Menhir von Moustoir

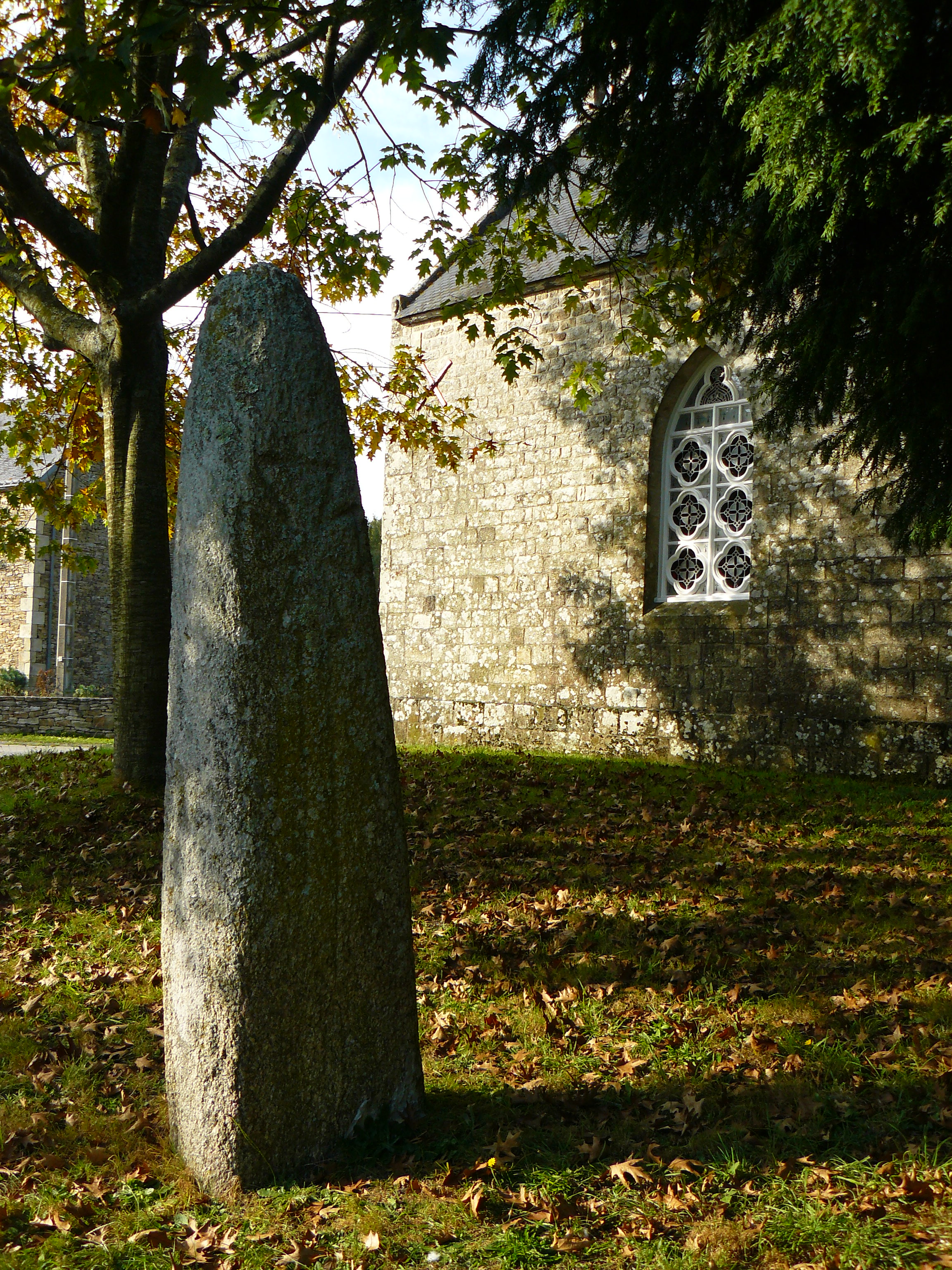
Menhir von Moustoir

Der Menhir von Moustoir oder die Stele von Moustoir steht nahe der Kapelle Saint-Marc im Weiler Moustoir, südlich von Saint-Jean-Brévelay bei Vannes im Département Morbihan in der Bretagne in Frankreich. Nicht zu verwechseln mit dem ähnlich aussehenden Menhir von Kerara in Moustoir-Ac.
Der schlanke spindelförmige Menhir hat etwa 2,3 m Höhe. Er stammt aus der Jungstein- oder Bronzezeit. Er wurde zu einem unbekannten Zeitpunkt durch die Hinzufügung einer Kreuzgravur christianisiert. Seine Ostseite ist mit einer einfachen Kreuzkontur ornamentiert. Das Tatzenkreuz  ruht auf einem langen Schaft mit parallelen Kanten, der sich auf einem Sockel abstützt. Es ist also eher ein „Kreuzdenkmal“.
Der Menhir ist seit 1936 als Monument historique eingestuft.